# Perfect Blue
«Perfect Blue» (яп. パーフェクトブルー, Pāfekuto Burū), або «Ідеальний смуток» — аніме 1997 року режисера Сатоші Кона за мотивами роману Такеуті Йосікадзу Perfect Blue: Kanzen Hentai (яп. パーフェクト・ブルー　完全変態, Pāfekuto Burū: Kanzen Hentai).
Міма Кірігое — попідол і співачка. Вона покидає свою музичну групу для того, щоб розпочати акторську кар'єру. Проте божевільний шанувальник, будучи незадоволеним таким її рішенням, переслідує дівчину. Міма втрачає відчуття межі між серіалом, у якому знімається, і реальністю.

## Сюжет
Міма Кіріґо вирішує покинути J-pop групу «CHAM!», щоб стати актрисою. На своєму останньому концерті вона оголошує, що віднині не співатиме. В той же час троє хуліганів встряють у бійку з негарним фанатом Міми, потім знаним як Мі-Манія. Міма отримує листа від шанувальника і відвідує вказаний там вебсайт під назвою «Кімната Міми» (до цього вона взагалі не користувалася інтернетом). На сайті викладено блог з записами, нібито зробленими Мімою. Там докладно описано її повсякденне життя та думки. Міма розповідає своїй менеджерці, колишній попідолу Румі Хідаці, про сайт, але Румі радить ігнорувати його.
Міма отримує другорядну роль у детективному телесеріалі «Подвійний зв'язок» про пошуки маніяка, що хоче стати жінкою, зрізаючи з жертв шкіру. Однак її агент, Тадокоро, добивається, щоб Міма отримала важливішу роль, яка передбачає сцену зґвалтування. Сценарист Сібуя зазначає, що це призведе до роздвоєння особистості її героїні. Незважаючи на заперечення Румі, Міма погоджується на роль. Зйомки «Подвійного зв'язку» виснажують Міму, вона жалкує, що покинула «CHAM!». Однак, серіал стає популярним і актриса не може відмовитися від продовження через почуття вини перед людьми, які їй допомогли з кар'єрою. Вона погоджується на оголену фотосесію. З часом Мімі здається, що маніяк переслідує її не тільки за сценарієм серіалу, але й насправді. Мімі стає важко відрізнити реальне життя від ролі, і її постійно відвідує образ її колишньої, який з екрана комп'ютера глузує з теперішньої Міми.
Весь час поряд з Мімою опиняється група фанатів, які читають «Кімнату Міми» та обговорюють її життя. За ними слідує Мі-Манія, який ревниво ставиться до актриси. Міма починає бачити себе колишню поза екраном комп'ютера, але їй не вдається наздогнати примару. Читаючи «Кімнату Міми», актриса зауважує розбіжності зі своїм реальним життям, і починає вважати, що там описано правду.
Декілька людей, які брали участь в акторській кар'єрі Міми, гинуть. Міма знаходить у своїй шафі вдома докази, які свідчать проти неї. Вона згадує жорстоке вбивство фотографа Мурано, який раніше фотографував її оголеною. Мімі вдається закінчити зйомки «Подвійного зв'язку», фінальна сцена показує, що її героїня вбила свою сестру та привласнила її особу через дисоціативний розлад ідентичності. Мі-Манія, діючи за інструкціями, надісланими електронною поштою від «справжньої Міми», переслідує Міму як «самозванку». Він намагається зґвалтувати та вбити її в тому ж місці, де фільмували сцену зґвалтування для серіалу. Але Міма б'є його молотком і тікає. Пізніше Мі-Манію вбиває «справжня Міма» за те, що він не справився з її завданням.
Румі знаходить Міму за лаштунками і відводить її додому. Там Міма бачить, що спальня Румі є точною копією її власної, а сама Румі має сценічний костюм Міми. Актриса розуміє, що саме Румі стоїть за «Кімнатою Міми», серійними вбивствами та двійником, який маніпулював Мі-Манією. Невдоволена відходом Міми з естради, Румі створила собі альтернативну особистість «справжньої Міми», щоб повернути колишню Міму. Румі переслідує Міму через місто, аж поки не раниться осколком дзеркала під час боротьби. Румі ледве не збиває вантажівка, але Мімі вдається врятувати її в останню мить.
Через деякий час Міма, нині відома актриса, відвідує Румі в психлікарні. Лікар пояснює, що Румі все ще вірить, ніби вона «справжня Міма». Коли Міма покидає лікарню, вона випадково чує двох медсестер, які впізнають її, але роблять висновок, що вона, мабуть, просто схожа жінка, бо справжня Міма не мала б причин відвідувати психіатричну лікарню. Коли Міма сідає в машину, вона посміхається собі в дзеркало заднього виду, а потім каже: «Ні, я справжня».

## Ролі озвучували
| Актор          | Роль         |
| -------------- | ------------ |
| Дзюнко Івао    | Міма Кірігое |
| Ріка Мацумото  | Румі         |
| Сінпаті Цудзі  | Тадокоро     |
| Масаакі Окура  | Утіда        |
| Йосуке Акімото | Тедзіма      |
| Йоку Сіоя      | Сібуя        |
| Хідэюкі Хорі   | Сакурагі     |
| Емі Сінохара   | Ері          |
| Масасі Ебара   | Мурано       |
| Кійоюкі Янада  | Режисер      |
| Тору Фурусава  | Ятадзакі     |
| Еміко Фурукава | Юкіко        |
| Сіхо Ніїяма    | Рей          |

## Виробництво
Спочатку екранізація задумувався як ігровий фільм з живим виконанням ролей акторами. Але після того, як в 1995 році Великий землетрус Хансін пошкодив студію, бюджет фільму був скорочений до виробництва аніме-фільму. Щоб допомогти з продажем плівки за кордон, як «Спеціальний керівник» був залучений Кацухіро Отомо. У результаті фільм був показаний на багатьох кінофестивалях по всьому світу. Під час гастролей по світу фільм отримав неабияке визнання, а режисер, Сатоші Кон, досяг кар'єрного росту.
Сатоші Кон і Мурай Садаюкі вважали, що на основі оригінального роману не можна зробити гарний фільм, тому вони змінили оригінальний сюжет. На основі нового сюжету у 2002 році вийшов фільм у живому виконанні «Perfect Blue: Yume Nara Samete», який був ближчим до роману. Режисером фільму став Тосікі Сато, сценаристи — Масахіро Кобаясі і Сіндзі Імаока.
Цей фільм, подібно й багатьом пізнішим роботам Кона (зокрема «Паприка»), розповідає про втрату межі між реальністю та уявою в сучасній Японії.

### Саундтрек
| #   | Назва                                                           | Тривалість |
| --- | --------------------------------------------------------------- | ---------- |
| 1.  | «愛の天使 (Angel of Love)»                                      | 4:19       |
| 2.  | «一人でも平気 (Alone yet Calm)»                                 | 4:37       |
| 3.  | «未麻のテーマ (Mima's Theme)»                                   | 5:45       |
| 4.  | «悪夢 (Nightmare)»                                              | 5:20       |
| 5.  | «バーチャ未麻 (Virtua Mima)»                                    | 4:50       |
| 6.  | «内田のテーマ (Uchida's Theme)»                                 | 4:17       |
| 7.  | «想い出に抱かれて今は (Now Embraced by One's Memories)»         | 5:08       |
| 8.  | «悪夢 (KAMINARI バージョン) (Nightmare (KAMINARI VERSION))»     | 5:53       |
| 9.  | «バーチャ未麻 (VOICE バージョン) (Virtua Mima (VOICE VERSION))» | 4:39       |
| 10. | «SEASON»                                                        | 3:40       |

## Прокат та касові збори
В Україні анімаційний фільм демонструвався 24 грудня 2018 року (Львів, із субтитрами).

## Критика
Фільм добре зустріли оглядачі. У 1997 році аніме здобуло нагороди на кінофестивалях Fantasia International Film Festival у Монреалі і Fantasporto в Португалії.
Журнал «Time» включив фільм у його список 5 найкращих аніме на DVD, а Террі Гілліам, чиїм шанувальником був Кон, вніс це аніме до свого списку п'ятдесяти найкращих анімаційних фільмів. «Perfect Blue» посідає 25-е місце в списку журналу «Total Film» серед найкращих анімаційних фільмів.

### Номінації та нагороди
Список нагород відповідно до даних сайту IMDb:
| Рік  | Нагорода                                         | Категорія                                           | Номінант | Результат |
| ---- | ------------------------------------------------ | --------------------------------------------------- | --- | --------- |
| 1997 | Fantasia Film Festival                           | Найкращий азійський фільм                           | Кон Сатоші (разом з «Легенда про п'яного майстра» (1994)) | Перемога  |
| 1998 | Фанташпорту                                      | Найкращий фільм — анімація (Fantasia Section Award) | Кон Сатоші | Перемога  |
| 1998 | Фанташпорту                                      | Найкращий фільм (International Fantasy Film Award)  | Кон Сатоші | Номінація |
| 2000 | B-Movie Award (B-Movie Film Festival)            | Найкращий анімаційний фільм                         | Кон Сатоші | Перемога  |
| 2000 | Golden Reel Award (Motion Picture Sound Editors) | Найкращий звуковий монтаж — анімаційний фільм       | Міма Масафумі (контролюючий звуковой редактор) Лес" Клейпул III (контролюючий редактор діалогів) Курахаші Шідзуо (звуковой редактор) Сеймур Кевін (редактор діалогів) Ліа Сарджент (редактор діалогів) | Номінація |

## Вплив
Уривки з фільму були включені у кліп реміксу пісні співачки Мадонни «What It Feels Like for a Girl» під час її туру Drowned World Tour у 2001 році.
Кінорежисер Даррен Аронофскі визнав схожість між «Perfect Blue» і його фільмами «Реквієм за мрією» та «Чорний лебідь».